# La Tour-en-Jarez
La Tour-en-Jarez település Franciaországban, Loire megyében. Lakosainak száma 1484 fő (2022. január 1.). La Tour-en-Jarez Saint-Héand, L’Étrat, Saint-Étienne, Saint-Priest-en-Jarez, Sorbiers és La Talaudière községekkel határos.

## Népesség
A település népességének változása:
| Lakosok száma | 639  | 1042 | 1123 | 1233 | 1469 | 1461 | 1479 | 1471 | 1462 | 1484 |
|               | 1968 | 1982 | 1990 | 2006 | 2013 | 2015 | 2017 | 2019 | 2020 | 2022 |